# Ieremia Tabai
Ieremia Tienang Tabai (* 16. prosince 1949 Nonouti) je kiribatský politik.
Získal bakalářský titul z ekonomie na novozélandské Victoria University of Wellington a po návratu do vlasti pracoval ve státní správě. V roce 1974 byl zvolen poslancem britské korunní kolonie Gilbertovy a Elliceovy ostrovy. Stal se předsedou Národní pokrokové strany a vůdcem parlamentní opozice, proslul jako obhájce zájmů drobných pěstitelů kopry a kritik upřednostňování hlavního atolu Tarawa před zbytkem země. Roku 1978 získal pozici předsedy vlády, ve 27 letech se tak stal nejmladším premiérem v zemích Commonwealthu. O rok později bylo Kiribati vyhlášeno nezávislou republikou a Tabai byl zvolen jejím prezidentem (kiribatsky beretitenti). Funkci hlavy státu zastával v letech 1979 až 1982 a 1983 až 1991. Ukázal se jako tvrdý vyjednávač v otázce ostrova Banaba, základem jeho politického programu byla neutralita a zachování domorodých tradic, usiloval o hospodářskou soběstačnost Kiribati. V roce 1982 mu byl udělen Řád sv. Michala a sv. Jiří.
V letech 1992 až 1998 byl Tabai generálním tajemníkem Fóra tichomořských ostrovů. Založil nezávislé noviny The Kiribati Newstar, působí také v redakční radě Pacific Magazine vydávaného v Honolulu. Od roku 2007 drží nepřetržitě poslanecký mandát v Maneaba ni Maungatabu za stranu Boutokaan Kiribati Moa Party.